# Matteo Bianchetti
Matteo Bianchetti, född 17 mars 1993 i Como, är en italiensk fotbollsspelare som för närvarande spelar i Cremonese i italienska Serie B.